# Евангельские христиане-баптисты
Ева́нгельские христиа́не-бапти́сты (ЕХБ) — основная конфессия, придерживающаяся баптистского вероучения на территории России, Украины, Беларуси, иных стран постсоветского пространства. Возникла в результате слияния двух близких конфессий: евангельских христиан (прохановцев) и баптистов.
Общая численность евангельских христиан-баптистов (включая эмигрировавших за пределы постсоветского пространства) превышает 400 тысяч человек.

## Название
Самоназвание «евангельские христиане-баптисты» появилось не позднее 1904 года, когда общины евангельских христиан из Санкт-Петербурга, Киева, Конотопа и Севастополя были приняты в Союз русских баптистов. На съезде 1905 года в Ростове-на-Дону общее название «евангельские христиане-баптисты» было окончательно утверждено. Однако на этот раз единство евангельских христиан и баптистов длилось лишь несколько лет, также и термин «евангельские христиане-баптисты» постепенно вышел из оборота.
Активное использование термина возобновилось после окончательного слияния двух конфессий в 1944 году.

## История
1860-е годы — возникновение первых общин штундистов и баптистов из числа коренных жителей Российской империи. 20 августа 1867 года, день крещения Н. Воронина, принято считать «днём рождения русско-украинского баптизма».
1870-е годы — появление пашковцев, позднее трансформировавшихся в евангельских христиан.
С конца XIX века эти течения неоднократно пытались объединиться. Обе конфессии жестоко преследовались царским режимом.
1884 год — создание Союза русских баптистов Южной России и Кавказа, позднее неоднократно менявшего название. В Союз влилось большинство общин штундистов.
1911 год — организация Всероссийского союза евангельских христиан.
1920-е годы — бурный рост обеих конфессий.
1930-е годы — ликвидация Союза баптистов и практически полный паралич Союза евангельских христиан в результате сталинских репрессий в отношении евангельских христиан и баптистов. Многие верующие (особенно священнослужители) подверглись ссылкам, заключению или были расстреляны.
1944 год — создание ВСЕХБ. Совет провозгласил объединение евангельских христиан и баптистов в одну конфессию («братство»).
1961—1963 годы — в условиях хрущёвской антирелигиозной кампании значительная часть верующих вышла из ВСЕХБ, обвинив руководство в соглашательстве с атеистическими властями. Так был создан альтернативный союз, — ныне Международный союз церквей евангельских христиан-баптистов (МСЦ ЕХБ).
1965—1989 годы — государственная политика в отношении ЕХБ несколько смягчилась, хотя в целом преследования продолжались.
1992 год — после распада СССР ВСЕХБ был реорганизован в национальные объединения церквей ЕХБ образовавшихся государств. В Российской Федерации его преемником стал Российский союз евангельских христиан-баптистов (РС ЕХБ). Для координации деятельности объединений ЕХБ стран СНГ создана Евро-азиатская федерация союзов евангельских христиан-баптистов (ЕАФ ЕХБ).

## Богослужения
Богослужения («собрания») проходят в храмах (которые называют «домами молитвы» согласно Ис. 56:7, Мф. 21:13, Мк. 11:17, Лк. 19:46), за отсутствием таковых — в арендованных помещениях или непосредственно в домах верующих. Основное богослужение проходит в воскресенье; в течение остальной недели, как правило, также имеют место различные собрания.
Главной частью богослужений является проповедь. В ходе воскресного собрания произносится от одной до четырёх проповедей длительностью от 10 минут до 1 часа. Воскресные богослужения включают также пение псалмов, в том числе общее пение всех присутствующих; декламацию духовных стихов; выступления со «свидетельствами», то есть церковными новостями или рассказами о действиях Бога в жизни верующих; а также молитвы (в том числе общие молитвы всех присутствующих).
Вечеря Господня, как правило, совершается один раз в месяц (обычно в первое воскресенье месяца), дополнительно — при особых обстоятельствах: съезды, конференции, братские встречи и т. д., а также посещение больных и престарелых членов церкви.

## Богословие
С популярным изложением баптистского богословия можно ознакомиться в катехизационных работах «Фундамент. Начатки учения», «Наши баптистские принципы» и «Баптисты отвечают».

### Семь принципов ЕХБ
Основные вероучительные воззрения евангельских христиан-баптистов, основанные на Священном Писании, сформулированы в семи принципах:

1. Священное Писание — книги Ветхого и Нового Заветов (канонические) являются основой вероучения евангельских христиан-баптистов.
2. Церковь должна состоять исключительно из возрождённых людей.
3. Крещение и Вечеря Господня принадлежат исключительно возрождённым людям.
4. Независимость каждой отдельной поместной церкви.
5. Равноправие всех членов поместной церкви.
6. Свобода совести для всех.
7. Отделение церкви от государства.

— Принципы баптизма на сайте Российского союза евангельских христиан-баптистов

### Общая характеристика
Евангельские христиане-баптисты разделяют ортодоксальные положения христианской веры, включая единство Бога; непорочное зачатие, безгрешность и чудеса Иисуса Христа, распятие, погребение и телесное воскресение Иисуса Христа; Троицу (Бога Отца, Сына и Святого Духа); необходимость в спасении для человека; благодать; Церковь; Царство Божье; Второе пришествие Иисуса Христа и Страшный суд.
Российские баптисты и евангельские христиане (прохановцы) унаследовали арминианскую концепцию спасения души и искупления, схожую со взглядами молокан и православных. Хотя первое «официальное» вероисповедание русских баптистов (переведённое с немецкого и адаптированное В. Г. Павловым) было кальвинистским, с самого начала в отечественном сотериологическом богословии наметился арминианский вектор. Позднее арминианство было отражено в первом (1966 года) и втором (1985 года) официальных вероучениях ВСЕХБ.
До начала 1990-х годов, в условиях почти непрекращавшихся гонений, собственное богословие евангельских христиан-баптистов (как советской и российской ветви мирового баптистского движения) развивалось слабо. В настоящее время объёмных обобщающих трудов по теологии ЕХБ совсем немного, в основном богословские изыскания представлены разрозненными, разбросанными по различным изданиям небольшими работами.
К наиболее актуальным разделам богословия в настоящее время относится артикуляция и защита арминианских взглядов и оппозиция кальвинизму. Также актуальны отдельные вопросы экклезиологии: автономия поместной общины и понимание апостольской преемственности. Кроме того, в последнее время стала развиваться библеистика.

## Особенности ЕХБ
Лев Митрохин отмечал, что не только богословы, но и светские авторы часто заблуждаются, полагая, что догматика определяет характер моральных представлений, самосознания и, в конечном счёте, поведение верующих. В реальной жизни, согласно Митрохину, всё сложнее: на характер и приоритеты вероисповедальных установок влияют и конкретно-историческая практика, и реальное отношение людей, социальное размежевание в обществе и т. д.
Так, среди ЕХБ не получили развития характерные черты западного протестантизма: протестантская трудовая этика, культ предприимчивости и личного успеха, стремление к социализации. В то же время евангельским христианам-баптистам близки православные представления о святости: отделение от «мира», отказ от светской карьеры, сосредоточенность на церковном служении.
Теологические мировоззрения российских ЕХБ имеют более эмоциональный характер по сравнению с западными единоверцами, это несколько снижает роль догматики в жизни общин и отдельных верующих в пользу собственно религиозных переживаний.
По мнению протестантского историка и богослова Владимира Попова, российский баптизм — это «многомерный сплав русской и западной духовности, органичное сочетание христианства Запада и Востока».

## Этика
Общины евангельских христиан-баптистов состоят только из тех, кто сознательно и публично принял крещение. Декларируются такие нормы, как отказ от употребления алкоголя, табакокурения и сквернословия. Верующие стремятся на практике проявлять к членам своих общин добросердечие и заботу. Долгом всех членов общины считается миссионерская деятельность и христианское воспитание в семье. Члены общины, замеченные в греховном поведении, подлежат наказанию, вплоть до отлучения от церкви.

### Семья
С точки зрения евангельских христиан-баптистов, семья — Божье установление, а приоритетная ценность — полные, крепкие христианские семьи, воспитывающие детей в духе Евангелия. Браком считается только моногамный союз одного мужчины и одной женщины. Развод недопустим. Многие семьи ЕХБ являются многодетными, пропагандируется практика усыновления оставленных биологическими родителями детей. Полигамные, однополые, свободные, гражданские и всякие иные браки безоговорочно отвергаются как греховные. В добрачных отношениях преобладает предельно строгий подход, обусловленный последовательно-консервативным пониманием христианского целомудрия.

### Церковь и государство
Во взаимоотношениях Церкви и Государства евангельские христиане-баптисты руководствуются словами Иисуса Христа: 

итак отдавайте кесарево кесарю, а Божие Богу
— Мф. 22:21
где под словом «кесарю» понимается Государство, а под словом «Богу» — Церковь. Таким образом верующие призваны жить одновременно в двух «сферах», быть членами Церкви и гражданами Государства. Вмешательство последнего в деятельность Церкви считается недопустимым, но в то же время евангельские христиане-баптисты призываются добросовестно подчиняться земным законам того государства, где они живут. Личное участие евангельских христиан-баптистов в выборах и других политических процессах не возбраняется, однако неприемлемы политические выступления от лица Церкви или с использованием её авторитета, а также участие верующих в вооружённых мятежах и применение силы против Государства.

### Отношение к иным конфессиям
Принцип свободы совести является одним из семи принципов баптизма. Евангельские христиане-баптисты призываются терпимо относиться к людям других вероисповеданий, ни в коем случае не оскорбляя их религиозных чувств.
К христианам
Российские евангельские христиане-баптисты помнят, что живут в стране с многовековой христианской культурой и отдают должное позитивному вкладу в историю страны со стороны Русской Православной Церкви и других христианских конфессий. В то же время они осознают себя носителями здравого библейского учения и считают необходимым делиться с другими христианами открытой им полнотой библейской истины.
К нехристианам
В отношении верующих нехристианских конфессий евангельские христиане-баптисты призывают делиться истиной о том, что Бог даровал людям спасение исключительно по вере в Господа Иисуса Христа (Деян. 18:24–26). При этом проповедь Евангелия не должна иметь характер агрессивного навязывания христианских доктрин. В областях, не относящихся к религии, евангельские христиане-баптисты готовы к диалогу и сотрудничеству в любых формах, не противоречащих библейскому учению.

## Общественная деятельность
Одной из важных составляющих христианской жизни ЕХБ является помощь тем, кто в ней нуждается. Она может оказываться на уровне отдельных верующих, либо церквей, либо церковных объединений.
Направления и формы такой помощи разнообразны. В частности, распространены созданные и содержащиеся евангельскими христианами-баптистами центры реабилитации наркоманов, алкоголиков, недавно освободившихся заключённых или людей, находящихся в сложной жизненной ситуации. Другие распространённые направления — «больничное служение», в ходе которого волонтёры из числа ЕХБ оказывают различную помощь пациентам медицинских учреждений, помощь одиноким пожилым людям и людям с ограниченными физическими возможностями, сиротам и др.
В общине евангельских христиан-баптистов человек не просто меняет мировоззрение, но приобщается к освящённой авторитетом Иисуса Христа деятельности, будь то посещение больных, уход за помещением или помощь нуждающимся. И независимо от своего прошлого и настоящего положения в обществе, он ощущает себя совершенно равноправным членом христианской общины.

## Творчество
Песенно-музыкальное творчество евангельских христиан-баптистов отражено в многократно переизданном сборнике духовных гимнов «Песнь Возрождения». Часть гимнов из сборника является переводом церковных песнопений западных единоверцев, другая часть написана самими ЕХБ.
Специализированные протестантские издательства («Источник жизни», «Мирт», «Библия для всех» и др.) публикуют книги как западных, так и отечественных авторов. Среди отечественной конфессиональной литературы преобладают книги, посвящённые истории протестантизма в России и мемуары деятелей евангельского движения. В их числе книги И. С. Проханова «В котле России», С. П. Ливен «Духовное пробуждение в России», Ю. С. Грачёва «В Иродовой бездне», Г. П. Винса «Евангелие в узах» и «Тропою верности», Н. П. Храпова «Счастье потерянной жизни» и др.

## Основные праздники
Главными праздниками евангельских христиан-баптистов, как и остальных христиан, являются Пасха и Рождество Христово. Они могут отмечаться как по григорианскому календарю, вместе с католической церковью и западным протестантским миром, так и по юлианскому календарю, — вместе с большинством православных церквей. Вопрос даты празднования решается либо непосредственно в поместных общинах, либо на уровне региональных объединений ЕХБ.
Важным является праздник Жатвы (отмечается в конце августа, сентябре, октябре или ноябре), — «торжественное благодарение за ниспосланный Господом урожай», «за все Его дары — земные и небесные».
Во второй половине XX века в церквях, входивших во ВСЕХБ (позднее в РС ЕХБ), широко отмечался День единства. Он был установлен в 1945 году в память объединения баптистов и евангельских христиан (прохановцев). Праздновался 27 октября.
Часто празднуются исторические даты, например, юбилеи церквей или церковных объединений.
Признаются, но, как правило, не празднуются широко некоторые из двунадесятых праздников, имеющие под собой, по мнению ЕХБ, твёрдое библейское обоснование: Сретение Господне, Вход Господень в Иерусалим, Вознесение Господне, Пятидесятница (День Святой Троицы), Преображение Господне.

## Организации

### Церковные объединения
Семь принципов ЕХБ содержат принцип независимости поместных церквей, однако при этом допустимо существование организаций, не управляющих, но координирующих деятельность церквей. Обычно такие организации именуются «союзами», «советами» и т. д. Они наделены представительскими функциями. Отсутствие жёсткого организационного единства не противоречит баптистским теологическим представлениям о единстве Церкви Христовой, поскольку Вселенская Церковь Христова, как мистическое тело Христа (1Кор. 12:12-27), не представляется в виде единой иерархической земной организации.
В 1944 году был создан ВСЕХБ, объединяющий большинство церквей евангельских христиан-баптистов. Позднее во ВСЕХБ входили часть пятидесятнических и меннонитских церквей СССР. В 1961—1963 годах был создан альтернативный союз — Совет церквей ЕХБ. В начале 1990-х годов, после распада СССР, ВСЕХБ был реорганизован в национальные союзы бывших республик Советского Союза, а для координации их деятельности создали ЕАФ ЕХБ.
В современной России крупнейшим религиозным объединением является Российский союз евангельских христиан-баптистов (РС ЕХБ) — правопреемник ВСЕХБ на территории РФ. Наряду с ним существуют Международный союз церквей евангельских христиан-баптистов (бывший Совет церквей ЕХБ, иногда его членов именуют «отделёнными» или «нерегистрированными» баптистами), Братство независимых церквей ЕХБ, ряд небольших объединений, а также автономные церкви ЕХБ, не входящие в какие-либо сообщества. Сотрудничество между РС ЕХБ и другими действующими в стране христианскими объединениями, придерживающимися баптистского вероучения, осуществляется через Общественный совет евангельских христиан-баптистов.
Крупные союзы, такие как РС ЕХБ и МСЦ ЕХБ, имеют в своей структуре региональные объединения.

### Учебные заведения
Евангельские христиане-баптисты осознают свою ответственность перед Богом и государством в вопросах полноценного, гармоничного и интеллектуального развития христианской личности. Вместе с родственными протестантскими деноминациями выстроена многоуровневая система образования, начиная от элементарного обучения Библии в воскресных школах и заканчивая подготовкой священнослужителей в вузах. Приоритетной для ЕХБ задачей остаётся применение полученных знаний на практике — выпускников религиозных учебных заведений нацеливают на работу непосредственно в церквях, организация отвлечённых «теологические штудий» не приветствуется. В то же время создание национальной богословской школы рассматривается как важнейшая задача на будущее.
В России профессиональное религиозное образование евангельских христианам-баптистам дают Московская богословская семинария ЕХБ, Санкт-Петербургский христианский университет, Новосибирская библейская богословская семинария, Христианский Центр «Логос» — Институт духовной музыки (Москва), Видеосеминария Святой Троицы, Калининградский библейский колледж, Северо-Кавказский библейский институт (Прохладный, КБР).
На Украине в составе ВСЦ ЕХБ действует 15 высших учебных заведений (5 семинарий, 2 университета, Музыкальная академия, Институт управления, центр «Реалис», а также 5 колледжей, имеющих учебные программы бакалаврского уровня), 39 средних — библейских колледжей и институтов.

## СМИ
Более десятка конфессиональных журналов и газет издавалось евангельскими христианами (прохановцами) и баптистами в Российской империи/СССР в 1900-х — 1920-х годах. В период сталинских репрессий их выпуск был полностью прекращён (не считая эмигрантских изданий).
С 1945 года издавался журнал «Братский вестник» — официоз ВСЕХБ (ныне выходит под эгидой ЕАФ ЕХБ). Во время хрущёвской антирелигиозной кампании верующие МСЦ ЕХБ создали издательство «Христианин», выпускавшее нелегальный самиздат: журналы «Вестник Спасения» (ныне — «Вестник Истины»), «Бюллетень Совета родственников узников ЕХБ».
В настоящее время в России выпускается ряд изданий, включая официальный орган РС ЕХБ «Христианское слово», журнал Московской богословской семинарии ЕХБ «Путь богопознания». Действует портал «Слово для тебя».
Существует ряд баптистских интернет-сайтов, таких как Евангельский союз русских баптистов , Русский баптист и др.

## Численность и распространение
В церквях ЕХБ принято фиксированное членство, которое и отражается в статистике. Таким образом, дети и некрещённые в баптистских церквях прихожане в статистику не входят. По данным ЕАФ ЕХБ численность входящих в федерацию национальных союзов церквей на 31 октября 2019 года составляла.
| государство  | церквей + групп | человек |
| ------------ | --------------- | ------- |
| Украина      | 2 876           | 125 509 |
| Россия       | 1 664           | 71 991  |
| Молдова      | 482             | 19 578  |
| Беларусь     | 302             | 13 884  |
| Казахстан    | 434             | 7 697   |
| Кыргызстан   | 115             | 2 325   |
| Узбекистан   | 28 + 23         | 1 600   |
| Туркменистан | 8               | 273     |
| Таджикистан  | 29              | 520     |
| Грузия       | 30              | 1 000   |
| Армения      | 155             | 4 920   |
| Азербайджан  | 27              | 3 000   |

В эту статистику не вошли данные по численному составу МСЦ ЕХБ, автономных церквей и объединений церквей ЕХБ в эмиграции.
По собственным данным МСЦ ЕХБ, в 2008 году это объединение включало 2 964 церкви и группы верующих, общей численностью около 68 тысяч человек.
Значительная часть русско- и украиноязычных ЕХБ живёт в дальнем зарубежье, в первую очередь, США, Канаде, Германии. Так, в США существует 4 крупных объединения церквей ЕХБ (Северо-Западное, Тихоокеанское, Восточное и Среднего Запада) с общей численностью верующих порядка 60 тысяч человек.

## Комментарии
1. ↑  На Всесоюзном совещании евангельских христиан и баптистов в Москве 26-29 октября 1944 года было принято «Положение о Союзе евангельских христиан и баптистов», предписывающее слияние на местах ранее раздельно существовавших общин евангельских христиан и баптистов, а также мягко нивелирующее различия в литургической практике[7].